# Poszukiwaczki złota
Poszukiwaczki złota (ang. Gold Diggers of 1933) – amerykański film z 1933 roku w reżyserii Mervyna LeRoya.

## Obsada
- Warren William

## Nagrody i nominacje
| Nazwa nagrody | Wygrane       | Nominacje                                                                  |
| ------------- | ------------- | -------------------------------------------------------------------------- |
| Oscar         | bez rezultatu | 1934 Najlepszy dźwięk Nathan Levinson Warner Bros. Studio Sound Department |

## Wyróżnienia
| Data wpisania | National Film Registry |
| ------------- | --- |
| 2003          | Lista filmów budujących dziedzictwo kulturalne USA utworzona przez National Film Preservation Board i przechowywana w Bibliotece Kongresu Stanów Zjednoczonych |